# Прутівка (зупинний пункт)
Пру́тівка — залізничний пасажирський зупинний пункт Івано-Франківської дирекції залізничних перевезень Львівської залізниці.
Розташований у селі Прутівка Снятинського району Івано-Франківської області на лінії Коломия — Чернівці-Північна між станціями Видинів (3 км) та Снятин (3 км).
Станом на серпень 2019 року щодня чотири пари дизель-потягів прямують за напрямком Коломия — Чернівці.